# Autostrada A5 (Italien)

Die Autostrada A5 (italienisch für ‚Autobahn A5‘), auch Autostrada della Valle d’Aosta (italienisch) und Autoroute de la Vallée d’Aoste (französisch) (dt.: Autobahn des Aostatals) genannt, ist eine italienische Autobahn im äußersten Nordwesten des Landes, die von Turin (Piemont) durch das Aostatal bis zum Mont-Blanc-Tunnel an der Grenze zu Frankreich führt. Sie ist insgesamt 140 km lang, vierstreifig, vollständig mautpflichtig und wurde 1961 für den Verkehr freigegeben.

## Verlauf
Da für die Autobahn drei verschiedene Betreibergesellschaften verantwortlich sind, kann sie entsprechend in drei Abschnitte unterteilt werden. Für die Autofahrer hat dies jedoch keine Bedeutung.

### Turin–Quincinetto (Piemont)
Der 1. Abschnitt zwischen Turin und Quincinetto sowie die Abzweigung zur A4 nach Santhià (offizielle Bezeichnung: Diramazione A4/A5 Ivrea–Santhià) wird von der Gesellschaft Ativa betrieben. Er ist auf der Hauptstrecke 53 km lang und besitzt sieben Anschlussstellen. Hinzu kommt die 23 km lange Verbindung zur A4, die eine weitere Ausfahrt aufweist.

### Quincinetto–Aosta (Aostatal)
Der 2. Abschnitt beginnt an der Regionsgrenze bei Quincinetto und führt bis nach Aosta, der Hauptstadt des Aostatals. Er ist knapp 60 km lang und wird von der SAV Spa betrieben. Auf diesem Abschnitt befinden sich fünf Anschlussstellen.

### Aosta–Courmayeur (Aostatal)
Der 3. und letzte Abschnitt führt von Aosta bis zur französischen Grenze. Er wird von der RAV SpA-Raccordo Autostradale Valle d’Aosta S.p.A., einem Mitglied der Gruppo Autostrade per l’Italia, betrieben. Die letzte Ausfahrt auf italienischem Boden ist Courmayeur. Anschließend beginnt der Tunnelabschnitt Mont-Blanc-Tunnel, der eine eigene Bezeichnung aufweist. Auf französischer Seite gelangt man über die Nationalstraße 205 zur Autobahn 40 Richtung Genf und Rhonetal.

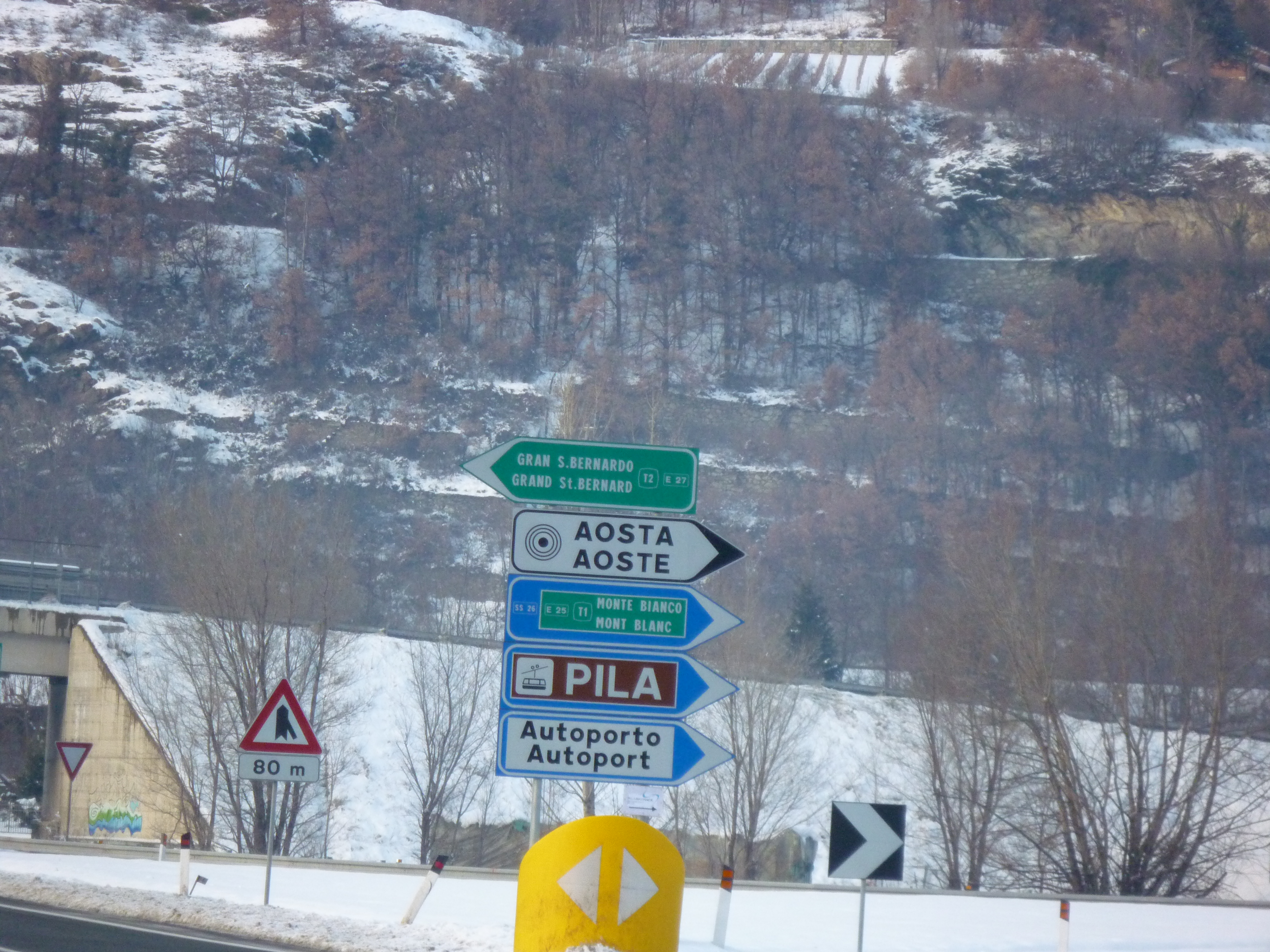
Zweisprachige Schilder im Aostatal
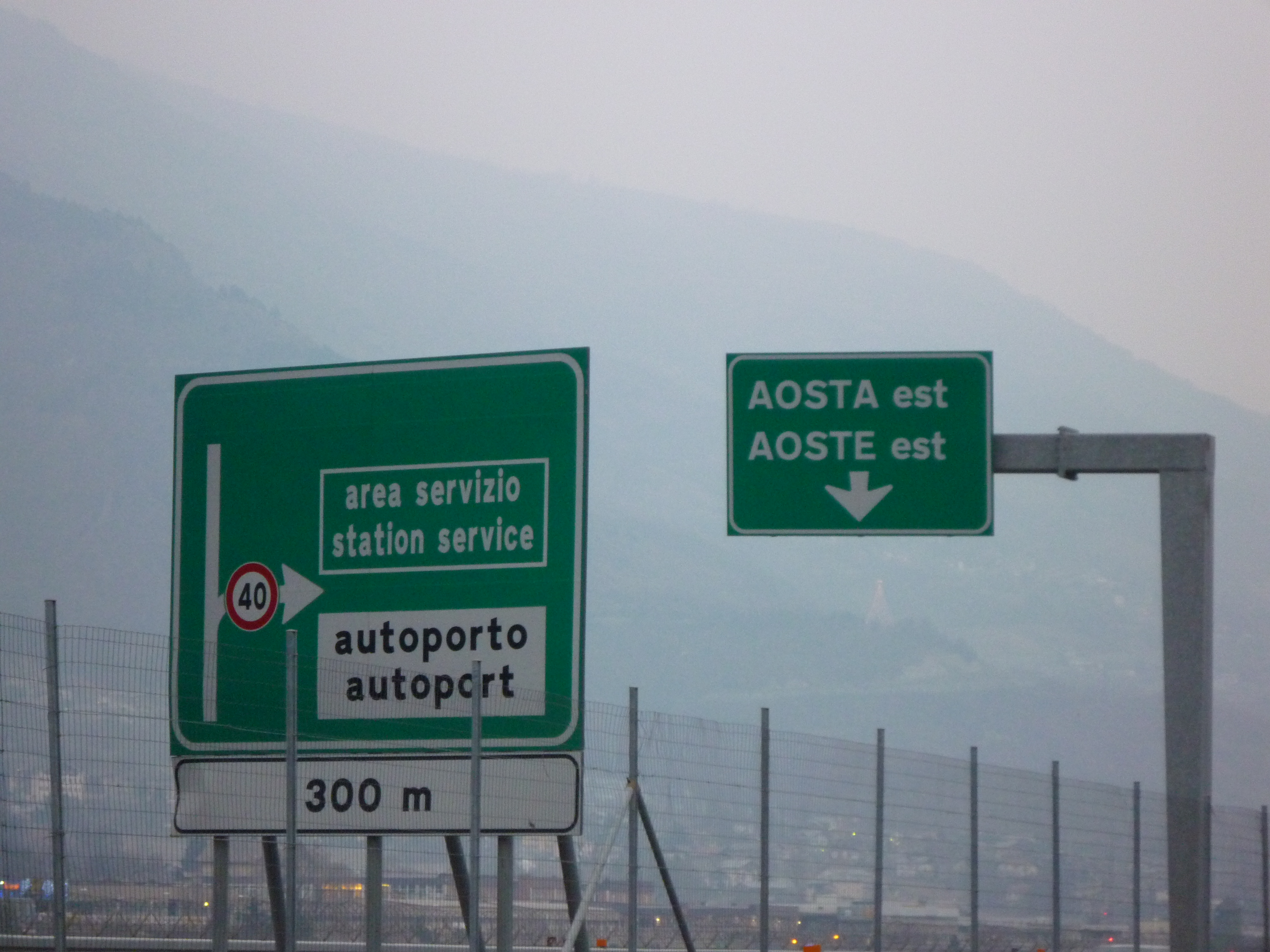
AS Aosta Ost in Fahrtrichtung Turin

## Geschichte
Mit dem Bau der Autobahn zwischen Tuin und Quincineto wurde 1958 begonnen. Nach drei Jahren Bauzeit wurde dieser Abschnitt im Mai 1961 für den Verkehr freigegeben.
Die weitere Strecke bis nach Aosta wurde in verschiedenen Etappen eröffnet:
- Quincinetto – Verrès, 2. Juli 1967
- Verrès – Châtillon, 16. Oktober 1968
- Châtillon – Nus, 9. Juli 1969
- Nus – Aosta est / Aoste est , 27. Mai 1970.
- Aosta est / Aoste est – Aosta ovest / Aoste ouest, 24. Dezember 1994

Im Jahr 1983 wurde die Gesellschaft R.A.V. – Raccordo Autostradale Valle d’Aosta S.p.A. gegründet, um den Abschnitt zwischen Aosta und dem Mont-Blanc-Tunnel zu planen, zu errichten und zu verwalten. Dieser Abschnitt wurde in folgenden Etappen eröffnet:
- Aosta Ovest / Aoste ouest–Morgex, 26. Mai 1994
- Morgex–Courmayeur, 29. Juni 2001
- Courmayeur–Entrèves, 2007

## Regionale Bedeutung
Die A5 weist in zweierlei Hinsicht eine große Bedeutung auf. Zum einen erleichtert sie den Zugang zu den Skigebieten der italienisch-französischen Alpen, zum anderen begünstigt sie den Warenverkehr zwischen den beiden Nachbarstaaten.

## Maut
Diese Benutzungsgebühren – berechnet von der Mautstelle Torino Nord zur angegebenen Anschlussstelle – müssen für PKW im gesamten Verlauf der A5 entrichtet werden: (Stand: 17. Juni 2012, Quelle: Autostrade per l’Italia S.p.A.)
| Ausfahrt                                                  | Maut    |
| --------------------------------------------------------- | ------- |
| Volpiano                                                  | 2,00 €  |
| S. Giorgio Canavese                                       | 3,10 €  |
| Scarmagno                                                 | 3,60 €  |
| Ivrea                                                     | 4,20 €  |
| Quincinetto                                               | 5,30 €  |
| Pont-Saint-Martin                                         | 7,20 €  |
| Verrès                                                    | 8,30 €  |
| Châtillon-Saint-Vincent                                   | 9,00 €  |
| Nus                                                       | 12,20 € |
| Barriera Aosta G. S. Bern. / Péage Aoste Grand-St-Bernard | 14,30 € |
| Barriera Aosta Monte Bianco / Péage Aoste Mont-Blanc      | 20,30 € |

Der Abschnitt vom Mont-Blanc-Tunnel nach Aosta kostet 6 €; in der umgekehrten Richtung fällt diese Gebühr nicht nur bei der Fahrt bis zum Tunnel selbst an, sondern auch bei Ausfahrt in Aosta-Ovest oder später. Eine Durchfahrt durch den Tunnel kostet mit dem PKW in Richtung Frankreich 44,20 € und in Richtung Italien 43,50 € (Stand 2016). Nur etwas mehr kostet ein Retour-Ticket für die Hin- und Rückfahrt.

## Zubringer A5 – SS27
Der Zubringer zwischen der A5 und der Staatsstraße 27 Gran S. Bernardo ist eine 7,9 km lange Straße, die größtenteils (6761 m) durch Tunnel verläuft und dazu dient, die SS 27 mit der A5 zu verbinden, ohne das Ortsgebiet von Aosta durchqueren zu müssen.
Obwohl der Abschnitt nur eine Fahrbahn ohne Querschnitt (2+1-System) aufweist und keine Autobahn-Beginn und Autobahn-Ende-Schilder existieren, wird er von AISCAT als Autobahnabschnitt angesehen. Die Zubringer hat die gleichen Verkehrseinschränkungen wie bei Autobahnen.
Die Strecke wurde von der SAV S.p.A errichtet und wird auch von dieser verwaltet. Der erste Teilabschnitt von 5,6 km, einschließlich des längsten Tunnels (zwischen der A5 und der Staatsstraße Gran S. Bernardo direkt hinter dem Flussübergang des Buthier), wurde am 19. Dezember 1997 für den Öffentlichen Verkehr zugänglich gemacht, während der zweite 2,3 km lange Teilabschnitt (bestehend aus dem kürzeren Tunnel und der Verbindung mit der Staatsstraße 27 des Gran S. Bernardo in Richtung Schweiz) am 5. November 2001 für den öffentlichen Verkehr zugänglich gemacht wurde. Beide Tunnel sind einröhrig im 2+1-System (2 Spuren für den Verkehr aufwärts, 1 Spur für den Verkehr abwärts). Der Zubringer kann von der A5 über die Anschlussstelle Aosta est erreicht werden. Auf dem gesamten Abschnitt des Zubringers beträgt die maximal zulässige Geschwindigkeit 80 km/h.
Dieser Zubringer wird gemäß der internen Nummerierung von Autostrade per l’Italia auch als Raccordo R39 / Aosta – Gran S. Bernardo klassifiziert